# Medaliści igrzysk olimpijskich w przeciąganiu liny

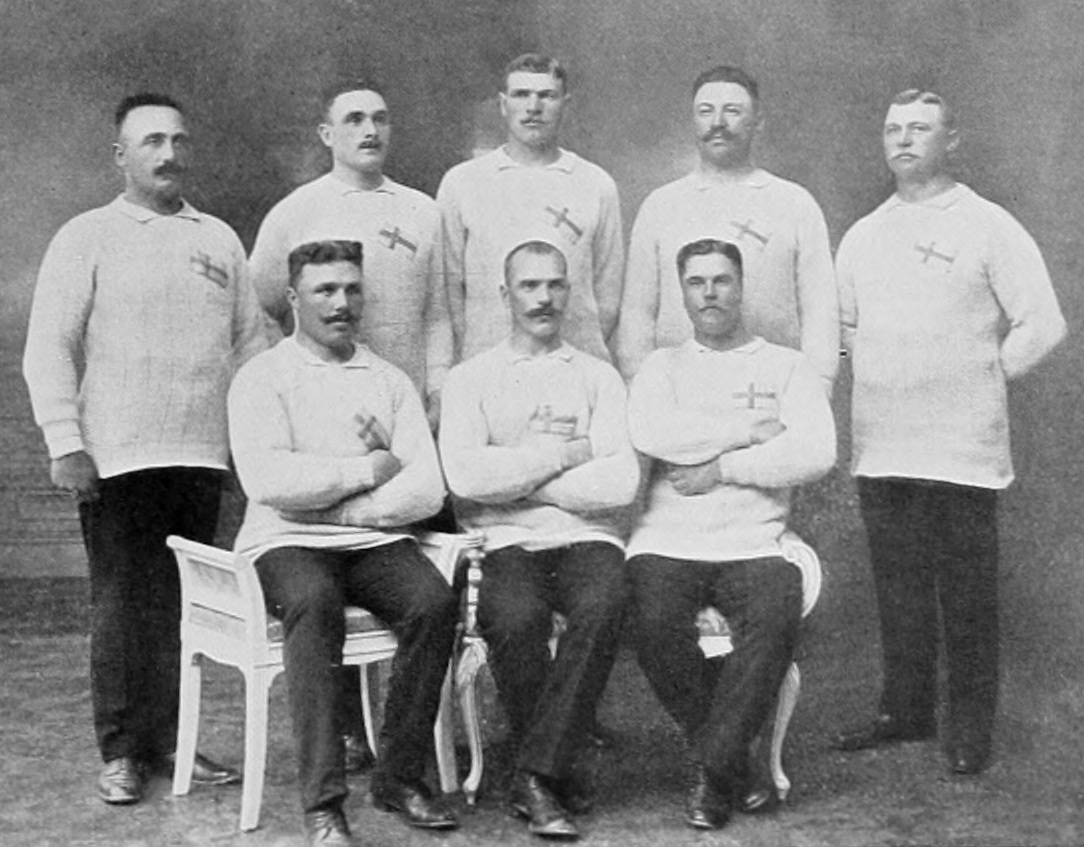
Reprezentacja Szwecji w przeciąganiu liny podczas igrzysk olimpijskich 1912 – zdobywcy złotego medalu olimpijskiego.

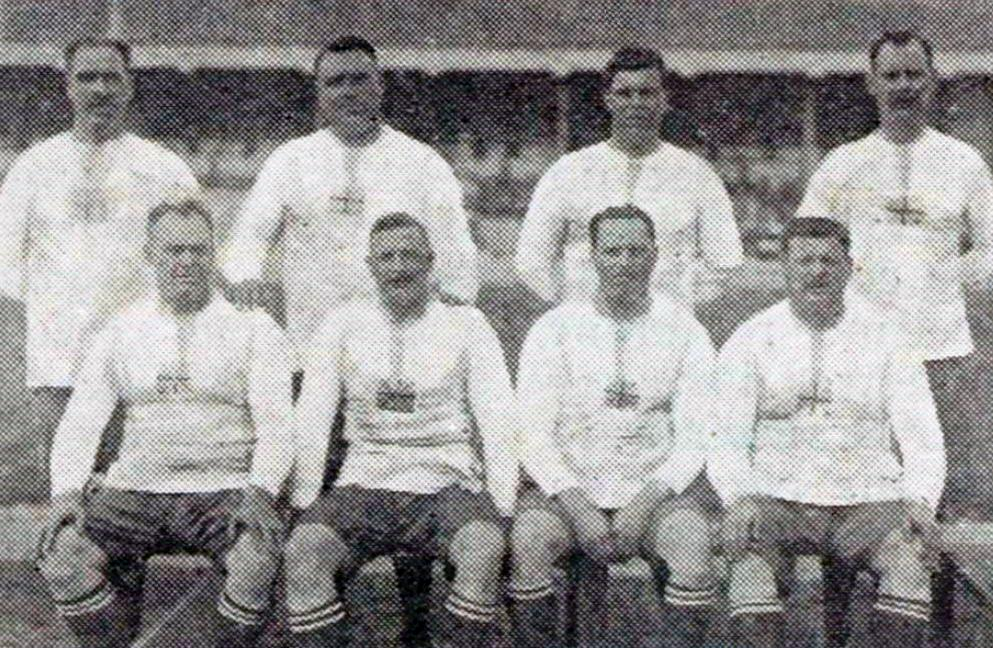
Reprezentacja Wielkiej Brytanii w przeciąganiu liny podczas igrzysk olimpijskich 1920 – zdobywcy złotego medalu olimpijskiego.

Medaliści igrzysk olimpijskich w przeciąganiu liny – zestawienie zawodników, którzy przynajmniej raz stanęli na podium zawodów olimpijskich w przeciąganiu liny.
Rywalizacja o medale olimpijskie w przeciąganiu liny przeprowadzana była od II Letnich Igrzysk Olimpijskich, które odbyły się w 1900 w Paryżu do VI Letnich Igrzysk Olimpijskich zorganizowanych w 1920 w Antwerpii. W całej historii igrzysk olimpijskich o medale w tej dyscyplinie rywalizowali wyłącznie mężczyźni. Rywalizacja odbywała się w zespołach sześcioosobowych w 1900, pięcioosobowych w 1904 i ośmioosobowych podczas pozostałych trzech igrzysk. W 1900 i 1912 nie rozdano brązowych medali, ponieważ rywalizowały wówczas po dwa zespoły.
Pierwsze miejsce w klasyfikacji medalowej wszech czasów zajmuje Wielka Brytania z dorobkiem 2 złotych, 2 srebrnych i 1 brązowego medalu. Drugą reprezentacją posiadającą więcej niż jeden medal olimpijski w przeciąganiu liny są Stany Zjednoczone, które zdobyły po jednym medalu z każdego z kruszców. Po jednym wywalczyła Szwecja (złoty), Francja, Holandia (po srebrnym) oraz Belgia (brązowy). W 1900 złoty medal zdobyła drużyna mieszana składająca się po równo ze sportowców ze Szwecji i z Danii.
Najbardziej utytułowanymi przeciągaczami liny na igrzyskach olimpijskich są reprezentanci Wielkiej Brytanii Frederick Humphreys, Edwin Mills i James Shepherd, którzy zdobyli po dwa złote i jednym srebrnym medalu w latach 1908–1920. Poza nimi jedynie czterech zawodników zdobyło więcej niż jeden medal. Byli to także Brytyjczycy. John Sewell zdobył po jednym złotym i srebrnym medalu w 1912 i 1920, a Walter Chaffe, Joseph Dowler i Alexander Munro po jednym srebrnym i brązowym medalu w 1908 i 1912.
W poniższych statystykach przedstawiono wszystkich medalistów igrzysk olimpijskich w przeciąganiu liny w latach 1900–1920. Do klasyfikacji nie wlicza się medalistów olimpiady letniej 1906.

## Lista medalistów
W poniższej tabeli przedstawiono wszystkich medalistów igrzysk olimpijskich w przeciąganiu liny w latach 1900–1920.
| Rok i miejsce     | Złoto | Srebro | Brąz |
| ----------------- | --- | --- | --- |
| 1900, Paryż       | Drużyna mieszana Edgar Aabye August Nilsson Eugen Schmidt Gustaf Söderström Karl Gustaf Staaf Charles Winckler                                  | Francja Raymond Basset Jean Collas Charles Gondouin Francis Henriquez de Zubiría Joseph Roffo Émile Sarrade                                   | – |
| 1904, Saint Louis | Stany Zjednoczone Patrick Flanagan Sidney Johnson Conrad Magnusson Oscar Olson Henry Seiling                                                    | Stany Zjednoczone Max Braun Gus Rodenberg Chuck Rose William Seiling Orin Upshaw                                                              | Stany Zjednoczone Oscar Friede Charles Haberkorn Harry Jacobs Frank Kugler Charles Thias                                                              |
| 1908, Londyn      | Wielka Brytania Ned Barrett Frederick Goodfellow William Hirons Frederick Humphreys Albert Ireton Frederick Merriman Edwin Mills James Shepherd | Wielka Brytania Jim Clarke Thomas Butler William Greggan Alexander Kidd Daniel Lowey Patrick Philbin George Smith Thomas Swindlehurst         | Wielka Brytania Walter Chaffe Joseph Dowler Ernest Ebbage Thomas Homewood Alexander Munro William Slade Walter Tammas James Woodget                   |
| 1912, Sztokholm   | Szwecja Arvid Andersson Adolf Bergman Johan Edman Erik Fredriksson August Gustafsson Carl Jonsson Erik Larsson Herbert Lindström                | Wielka Brytania Walter Chaffe Joseph Dowler Frederick Humphreys Matt Hynes Edwin Mills Alexander Munro John Sewell James Shepherd             | – |
| 1920, Antwerpia   | Wielka Brytania George Canning Fred Holmes Frederick Humphreys Edwin Mills John Sewell James Shepherd Harry Stiff Ernest Thorne                 | Holandia Wilhelmus Bekkers Johannes Hengeveld Sijtse Jansma Henk Janssen Antonius van Loon Willem van Loon Marinus van Rekum Willem van Rekum | Belgia Édouard Bourguignon Alphonse Ducatillon Rémy Maertens Christian Piek Henri Pintens Charles Van den Broeck François Van Hoorenbeek Desiré Wuyts |

## Klasyfikacje medalowe

### Klasyfikacja zawodników
W poniższym zestawieniu ujęto klasyfikację zawodników, którzy zdobyli przynajmniej jeden medal olimpijski w przeciąganiu liny. W przypadku, gdy dwóch zawodników zdobyło tę samą liczbę medali wszystkich kolorów, wzięto pod uwagę najpierw kolejność chronologiczną, a następnie porządek alfabetyczny.
| Miejsce | Zawodnik                     | Reprezentacja     | Lata      | Złoto | Srebro | Brąz | Razem |
| ------- | ---------------------------- | ----------------- | --------- | ----- | ------ | ---- | ----- |
| 1.      | Frederick Humphreys          | Wielka Brytania   | 1908–1920 | 2     | 1      | 0    | 3     |
| 1.      | Edwin Mills                  | Wielka Brytania   | 1908–1920 | 2     | 1      | 0    | 3     |
| 1.      | James Shepherd               | Wielka Brytania   | 1908–1920 | 2     | 1      | 0    | 3     |
| 4.      | John Sewell                  | Wielka Brytania   | 1912–1920 | 1     | 1      | 0    | 2     |
| 5.      | Edgar Aabye                  | Zespół mieszany   | 1900      | 1     | 0      | 0    | 1     |
| 5.      | August Nilsson               | Zespół mieszany   | 1900      | 1     | 0      | 0    | 1     |
| 5.      | Eugen Schmidt                | Zespół mieszany   | 1900      | 1     | 0      | 0    | 1     |
| 5.      | Gustaf Söderström            | Zespół mieszany   | 1900      | 1     | 0      | 0    | 1     |
| 5.      | Karl Gustaf Staaf            | Zespół mieszany   | 1900      | 1     | 0      | 0    | 1     |
| 5.      | Charles Winckler             | Zespół mieszany   | 1900      | 1     | 0      | 0    | 1     |
| 5.      | Patrick Flanagan             | Stany Zjednoczone | 1904      | 1     | 0      | 0    | 1     |
| 5.      | Sidney Johnson               | Stany Zjednoczone | 1904      | 1     | 0      | 0    | 1     |
| 5.      | Conrad Magnusson             | Stany Zjednoczone | 1904      | 1     | 0      | 0    | 1     |
| 5.      | Oscar Olson                  | Stany Zjednoczone | 1904      | 1     | 0      | 0    | 1     |
| 5.      | Henry Seiling                | Stany Zjednoczone | 1904      | 1     | 0      | 0    | 1     |
| 5.      | Ned Barrett                  | Wielka Brytania   | 1908      | 1     | 0      | 0    | 1     |
| 5.      | Frederick Goodfellow         | Wielka Brytania   | 1908      | 1     | 0      | 0    | 1     |
| 5.      | William Hirons               | Wielka Brytania   | 1908      | 1     | 0      | 0    | 1     |
| 5.      | Albert Ireton                | Wielka Brytania   | 1908      | 1     | 0      | 0    | 1     |
| 5.      | Frederick Merriman           | Wielka Brytania   | 1908      | 1     | 0      | 0    | 1     |
| 5.      | Arvid Andersson              | Szwecja           | 1912      | 1     | 0      | 0    | 1     |
| 5.      | Adolf Bergman                | Szwecja           | 1912      | 1     | 0      | 0    | 1     |
| 5.      | Johan Edman                  | Szwecja           | 1912      | 1     | 0      | 0    | 1     |
| 5.      | Erik Fredriksson             | Szwecja           | 1912      | 1     | 0      | 0    | 1     |
| 5.      | August Gustafsson            | Szwecja           | 1912      | 1     | 0      | 0    | 1     |
| 5.      | Carl Jonsson                 | Szwecja           | 1912      | 1     | 0      | 0    | 1     |
| 5.      | Erik Larsson                 | Szwecja           | 1912      | 1     | 0      | 0    | 1     |
| 5.      | Herbert Lindström            | Szwecja           | 1912      | 1     | 0      | 0    | 1     |
| 5.      | George Canning               | Wielka Brytania   | 1920      | 1     | 0      | 0    | 1     |
| 5.      | Fred Holmes                  | Wielka Brytania   | 1920      | 1     | 0      | 0    | 1     |
| 5.      | Harry Stiff                  | Wielka Brytania   | 1920      | 1     | 0      | 0    | 1     |
| 5.      | Ernest Thorne                | Wielka Brytania   | 1920      | 1     | 0      | 0    | 1     |
| 33.     | Walter Chaffe                | Wielka Brytania   | 1908–1912 | 0     | 1      | 1    | 2     |
| 33.     | Joseph Dowler                | Wielka Brytania   | 1908–1912 | 0     | 1      | 1    | 2     |
| 33.     | Alexander Munro              | Wielka Brytania   | 1908–1912 | 0     | 1      | 1    | 2     |
| 36.     | Raymond Basset               | Francja           | 1900      | 0     | 1      | 0    | 1     |
| 36.     | Jean Collas                  | Francja           | 1900      | 0     | 1      | 0    | 1     |
| 36.     | Charles Gondouin             | Francja           | 1900      | 0     | 1      | 0    | 1     |
| 36.     | Francis Henriquez de Zubiría | Francja           | 1900      | 0     | 1      | 0    | 1     |
| 36.     | Joseph Roffo                 | Francja           | 1900      | 0     | 1      | 0    | 1     |
| 36.     | Émile Sarrade                | Francja           | 1900      | 0     | 1      | 0    | 1     |
| 36.     | Max Braun                    | Stany Zjednoczone | 1904      | 0     | 1      | 0    | 1     |
| 36.     | Gus Rodenberg                | Stany Zjednoczone | 1904      | 0     | 1      | 0    | 1     |
| 36.     | Chuck Rose                   | Stany Zjednoczone | 1904      | 0     | 1      | 0    | 1     |
| 36.     | William Seiling              | Stany Zjednoczone | 1904      | 0     | 1      | 0    | 1     |
| 36.     | Orin Upshaw                  | Stany Zjednoczone | 1904      | 0     | 1      | 0    | 1     |
| 36.     | Jim Clarke                   | Wielka Brytania   | 1908      | 0     | 1      | 0    | 1     |
| 36.     | Thomas Butler                | Wielka Brytania   | 1908      | 0     | 1      | 0    | 1     |
| 36.     | William Greggan              | Wielka Brytania   | 1908      | 0     | 1      | 0    | 1     |
| 36.     | Alexander Kidd               | Wielka Brytania   | 1908      | 0     | 1      | 0    | 1     |
| 36.     | Daniel Lowey                 | Wielka Brytania   | 1908      | 0     | 1      | 0    | 1     |
| 36.     | Patrick Philbin              | Wielka Brytania   | 1908      | 0     | 1      | 0    | 1     |
| 36.     | George Smith                 | Wielka Brytania   | 1908      | 0     | 1      | 0    | 1     |
| 36.     | Thomas Swindlehurst          | Wielka Brytania   | 1908      | 0     | 1      | 0    | 1     |
| 36.     | Matt Hynes                   | Wielka Brytania   | 1912      | 0     | 1      | 0    | 1     |
| 36.     | Wilhelmus Bekkers            | Holandia          | 1920      | 0     | 1      | 0    | 1     |
| 36.     | Johannes Hengeveld           | Holandia          | 1920      | 0     | 1      | 0    | 1     |
| 36.     | Sijtse Jansma                | Holandia          | 1920      | 0     | 1      | 0    | 1     |
| 36.     | Henk Janssen                 | Holandia          | 1920      | 0     | 1      | 0    | 1     |
| 36.     | Antonius van Loon            | Holandia          | 1920      | 0     | 1      | 0    | 1     |
| 36.     | Willem van Loon              | Holandia          | 1920      | 0     | 1      | 0    | 1     |
| 36.     | Marinus van Rekum            | Holandia          | 1920      | 0     | 1      | 0    | 1     |
| 36.     | Willem van Rekum             | Holandia          | 1920      | 0     | 1      | 0    | 1     |
| 65.     | Oscar Friede                 | Stany Zjednoczone | 1904      | 0     | 0      | 1    | 1     |
| 65.     | Charles Haberkorn            | Stany Zjednoczone | 1904      | 0     | 0      | 1    | 1     |
| 65.     | Harry Jacobs                 | Stany Zjednoczone | 1904      | 0     | 0      | 1    | 1     |
| 65.     | Frank Kugler                 | Stany Zjednoczone | 1904      | 0     | 0      | 1    | 1     |
| 65.     | Charles Thias                | Stany Zjednoczone | 1904      | 0     | 0      | 1    | 1     |
| 65.     | Ernest Ebbage                | Wielka Brytania   | 1908      | 0     | 0      | 1    | 1     |
| 65.     | Thomas Homewood              | Wielka Brytania   | 1908      | 0     | 0      | 1    | 1     |
| 65.     | William Slade                | Wielka Brytania   | 1908      | 0     | 0      | 1    | 1     |
| 65.     | Walter Tammas                | Wielka Brytania   | 1908      | 0     | 0      | 1    | 1     |
| 65.     | James Woodget                | Wielka Brytania   | 1908      | 0     | 0      | 1    | 1     |
| 65.     | Édouard Bourguignon          | Belgia            | 1920      | 0     | 0      | 1    | 1     |
| 65.     | Alphonse Ducatillon          | Belgia            | 1920      | 0     | 0      | 1    | 1     |
| 65.     | Rémy Maertens                | Belgia            | 1920      | 0     | 0      | 1    | 1     |
| 65.     | Christian Piek               | Belgia            | 1920      | 0     | 0      | 1    | 1     |
| 65.     | Henri Pintens                | Belgia            | 1920      | 0     | 0      | 1    | 1     |
| 65.     | Charles Van Den Broeck       | Belgia            | 1920      | 0     | 0      | 1    | 1     |
| 65.     | François Van Hoorenbeek      | Belgia            | 1920      | 0     | 0      | 1    | 1     |
| 65.     | Desiré Wuyts                 | Belgia            | 1920      | 0     | 0      | 1    | 1     |

### Klasyfikacja państw
Poniższa tabela przedstawia klasyfikację państw, które zdobyły przynajmniej jeden medal olimpijski w przeciąganiu liny.
| Miejsce | Państwo           | Złoto | Srebro | Brąz | Razem |
| ------- | ----------------- | ----- | ------ | ---- | ----- |
| 1.      | Wielka Brytania   | 2     | 2      | 1    | 5     |
| 2.      | Stany Zjednoczone | 1     | 1      | 1    | 3     |
| 3.      | Szwecja           | 1     | –      | –    | 1     |
| 3.      | Drużyna mieszana  | 1     | –      | –    | 1     |
| 5.      | Francja           | –     | 1      | –    | 1     |
| 5.      | Holandia          | –     | 1      | –    | 1     |
| 7.      | Belgia            | –     | –      | 1    | 1     |

#### Klasyfikacja państw według lat
W poniższej tabeli zestawiono państwa według liczby medali zdobytych w przeciąganiu liny podczas kolejnych edycji letnich igrzysk olimpijskich. Przedstawiono sumę wszystkich medali (złotych, srebrnych i brązowych).
| Państwo           | '00 | '04 | '08 | '12 | '20 | suma |
| ----------------- | --- | --- | --- | --- | --- | ---- |
| Belgia            | –   | –   | –   | –   | 1   | 1    |
| Drużyna mieszana  | 1   | –   | –   | –   | –   | 1    |
| Francja           | 1   | –   | –   | –   | –   | 1    |
| Holandia          | –   | –   | –   | –   | 1   | 1    |
| Stany Zjednoczone | –   | 3   | –   | –   | –   | 3    |
| Szwecja           | –   | –   | –   | 1   | –   | 1    |
| Wielka Brytania   | –   | –   | 3   | 1   | 1   | 5    |